# Anik Bissonnette
Pour les articles homonymes, voir Bissonnette.
Anik Bissonnette, (9 février 1962 à Montréal - ) est une danseuse québécoise. Elle a été la danseuse principale des Grands Ballets Canadiens de 1990 à 2006. Elle est la fille du réalisateur Jean Bissonnette.

## Biographie
Sa passion pour la danse commence vers l'âge de quinze ans. En 1979, Anik Bissonnette commence sa formation. Ses qualités physiques extraordinaires – de longs bras, des jambes élancées et élégantes et des pieds très cambrés, combinés à une souplesse féline et à la beauté de son visage – la distinguent des autres danseurs et lui valent des rôles principaux dès le début de sa carrière.
C'est ainsi qu'on lui attribue de nombreux rôles principaux dans ses chorégraphies : Rose la tulipe (1979), Un simple moment (1981), Requiem de Mozart (1986), New World Symphony (1987), Bonjour Brel (1988), etc.
Elle forme un partenariat mémorable avec Louis Robitaille. Vedette de plusieurs productions télévisées avec le Ballet de Montréal, elle danse dans Night Magic, un film réalisé par Lewis Furey. Elle interprète le rôle-titre de Giselle pour la première fois à Odessa en URSS, en 1988. L’année suivante elle est invitée à Toulouse, où elle interprète les rôles de Odette-Odile dans Le Lac des cygnes, avec Laurent Hilaire, danseur étoile de l’Opéra de Paris, et, en 1991, elle reprend ce rôle avec comme partenaire Éric Vu-An, également danseur étoile de l’Opéra de Paris. Elle interprète également le rôle de Juliette dans la version de Nicholas Beriozoff de Roméo et Juliette ainsi que celui de Cendrillon dans le ballet du même titre.
En 1989, Anik Bissonnette entre aux Grands Ballets canadiens de Montréal et devient première danseuse dès 1990. Elle accède alors à des rôles qui lui permettent de montrer toutes les facettes de son immense talent de danseuse. Le public peut l’apprécier dans les rôles principaux de grands classiques tels que Casse-Noisette, Coppélia, La Fille mal gardée, Les Sylphides, ainsi que dans Giselle et Le Lac des cygnes. Elle danse un premier rôle dramatique dans Jardin aux lilas et dans Pillar of Fire de Antony Tudor, ainsi que La Pavane du Maure de José Limón. Grâce à une technique des plus précises, elle interprète plus d’une dizaine de ballets de George Balanchine.
Au sein des Grands Ballets canadiens de Montréal, Anik Bissonnette a la chance de travailler avec plusieurs des meilleurs chorégraphes actuels : James Kudelka, William Forsythe, Jiri Kylian, Ohad Naharin, Nacho Duato, Nils Christe, Hans van Manen, etc. La chorégraphe montréalaise Ginette Laurin et plusieurs autres jeunes chorégraphes de la relève dont Kevin O’Day, Gioconda Barbuto, Septim Webre, Didy Veldman, Stijn Celis, ont le plaisir de travailler avec elle. En 2001, elle crée le rôle de Lisa dans La Dame de pique de Kim Brandstrup.
Anik Bissonnette se produit régulièrement dans le cadre de différents galas qui sont organisés dans le monde entier : Melbourne, Athènes, Prague, Budapest, Thessalonique, Montréal, New York, Toronto, Vienne, Spolète, Helsinki, Bratislava et plusieurs autres. En 2005, elle est invitée par Carla Fracci à l’Opéra de Rome pour reprendre le ballet La Chatte qui a été remonté pour elle aux Grands Ballets canadiens de Montréal en 1990. Encore tout récemment, elle se produisait à Vienne pour la clôture de Tanz für Europa.
Depuis sa retraite des Grands Ballets canadiens de Montréal en juin 2006, elle est directrice artistique du Festival des Arts de Saint-Sauveur. Elle a également été présidente du Regroupement québécois de la danse de 2004 à 2010.
À la suite du départ du directeur artistique de l'École supérieure de Ballet contemporain de Montréal, Didier Chirpaz, elle est nommée afin de le remplacer à ce poste. La nomination est officielle depuis la fin mai 2010.
À la suite d'une apparition dans le programme de télévision Révolution, où Anik Bissonnette est venue voir Catherine Leblanc, désormais grande gagnante de l'émission avec son frère, le site de l'École supérieure de Ballet a connu une visibilité exorbitante.

## Distinctions
- 1985 : Meilleure interprétation individuelle à l’International de Danse Porsche du Canada
- 1985 : Personnalité de la semaine du journal La Presse (Montréal)
- 1988 : Personnalité de l’année, Section Jeunesse, Salon de la Femme de Montréal
- 1990 : Prix des Biches (attribué dans le cadre de l’émission La Bande des Six, télévision de Radio-Canada)
- 1995 : Officier de l’Ordre du Canada
- 1996 : Chevalier de l’Ordre national du Québec
- 2005 : Prix du public au Gala du Ballet de Budapest
- 2007 : Prix du public au Gala du Ballet de Budapest
- 2008 : Prix Denise-Pelletier
- 2014 : Prix du Gouverneur général pour les arts du spectacle
- 2021 : Compagne de l'Ordre des arts et des lettres du Québec[3]

## Divers
Contrairement à la croyance populaire, Anik Bissonnette n'est pas la sœur de Lise Bissonnette. Ces deux illustres porteurs du patronyme Bissonnette ne sont pas apparentés, sauf peut-être de loin.